# São Lourenço da Serra (ort)
São Lourenço da Serra är en ort i Brasilien.   Den ligger i kommunen São Lourenço da Serra och delstaten São Paulo, i den sydöstra delen av landet, 900 km söder om huvudstaden Brasília. São Lourenço da Serra ligger 706 meter över havet och antalet invånare är 13 330.
Terrängen runt São Lourenço da Serra är platt åt sydost, men åt nordväst är den kuperad. São Lourenço da Serra ligger nere i en dal. Runt São Lourenço da Serra är det ganska tätbefolkat, med 207 invånare per kvadratkilometer.. Närmaste större samhälle är Embu Guaçu, 13,5 km öster om São Lourenço da Serra.
I omgivningarna runt São Lourenço da Serra växer i huvudsak städsegrön lövskog.